# Dashiell Hammett
Samuel Dashiell Hammett (Contea di Saint Mary, 27 maggio 1894 – New York, 10 gennaio 1961) è stato uno scrittore e investigatore statunitense, autore di racconti e romanzi hardboiled.
Ha creato gli investigatori Sam Spade, Continental Op e Nick e Nora Charles.
(Raymond Chandler, La semplice arte del delitto)

## Biografia
Dashiell Hammett nacque nella Contea di Saint Mary, sulla costa del Maryland. A causa delle precarie condizioni finanziarie della famiglia, a 13 anni dovette lasciare la scuola e fece i lavori più disparati prima di diventare, a vent'anni, un investigatore per l'Agenzia Pinkerton, attività che ispirò poi le sue opere. Durante la prima guerra mondiale si arruolò nel servizio di ambulanze dell'esercito statunitense, ma si ammalò di tubercolosi e passò la guerra in ospedale.
Il suo primo racconto, The Road Home (La strada di casa) fu pubblicato dalla rivista Black Mask nel 1922. Nel 1923 scrisse il primo racconto con il personaggio di Continental Op, che comparirà in 28 racconti e due romanzi. Dal 1929 si dedicò soprattutto a un altro investigatore privato, Sam Spade, che diventerà uno dei personaggi più celebri del romanzo giallo statunitense. Nel 1931 iniziò una relazione trentennale con la drammaturga Lillian Hellman. Nel 1934 scrisse il suo quinto e ultimo romanzo, poi lavorò per il cinema e si dedicò all'attivismo politico di sinistra (nel 1937 si iscrisse al Partito Comunista degli Stati Uniti d'America). Nel 1942 riuscì ad arruolarsi di nuovo, nonostante la tubercolosi, e fu inviato con il grado di sergente nelle Isole Aleutine, dove curò la redazione di un giornale dell'esercito.
Al suo ritorno dalla guerra, Hammett era affetto da enfisema e il suo alcolismo era peggiorato. Nel 1948 riuscì a liberarsi dal vizio dell'alcool, ma iniziò a pagare per le sue idee politiche. Per aver contribuito in qualità di tesoriere ad un fondo per la cauzione di sospettati comunisti in attesa di processo, fu processato e gli fu intimato di testimoniare sui nomi dei contribuenti al fondo. Hammett rifiutò di testimoniare e fu condannato a sei mesi di carcere per oltraggio alla corte. Al suo ritorno in libertà scoprì che il suo nome era sulle "liste nere": Hollywood troncò ogni rapporto di lavoro con lui e le trasmissioni radiofoniche basate su materiale dello scrittore furono sospese.
Fu di nuovo citato in tribunale contro lo Stato, per una causa di tasse arretrate che si chiuse con la confisca di ogni suo bene. Hammett si ritirò in solitudine, in stato di povertà, e visse da solo fino al 1956, quando il continuo aggravarsi della salute lo costrinse, malgrado il proprio orgoglio, a trasferirsi in casa di Hellman. Nel 1960 la tubercolosi si trasformò in cancro e iniziò un'agonia destinata a protrarsi fino al 10 gennaio 1961, quando Hammett morì in un ospedale di New York. Come veterano di due guerre mondiali, fu sepolto al Cimitero nazionale di Arlington.

## Al cinema
Molti dei suoi romanzi diventarono film, a partire da Il falcone maltese. La prima riduzione cinematografica fu diretta nel 1931 da Roy Del Ruth, ma quella che rimase nella storia fu la versione di John Huston del 1941, Il mistero del falco, con Mary Astor, Peter Lorre e un Humphrey Bogart che divenne l'archetipo dell'investigatore privato cinico e disilluso. La vita di Hammett ispirò anche un libro, Hammett, di Joe Gores. Dal romanzo venne tratto l'omonimo film Hammett - Indagine a Chinatown (1982) di Wim Wenders, prodotto da Francis Ford Coppola ed interpretato da Frederic Forrest nel ruolo di Hammett.

## Fumetto
Hammett insieme ad Alex Raymond ha realizzato la striscia a fumetti Agente segreto X-9 per la King Features Syndicate dal 22 Gennaio 1934 al 20 Aprile 1935 proseguita in seguito da altri sceneggiatori e disegnatori fino al 1996.

## Opere

### Romanzi
- Red Harvest (1º febbraio 1929)
  - Piombo e sangue, trad. Marcella Hannau
    - Milano: Longanesi («I gialli proibiti» 16), 1954
    - in Tutto Dashiell Hammett (con prefazione di Mario Monti), Milano: Longanesi («I marmi» 31), 1962
    - in I grandi romanzi gialli di Dashiell Hammett, Milano: Longanesi («La gaja scienza» 215), 1976 ISBN 88-304-0760-7
    - Milano, Longanesi («I super pocket» 255), 1977
    - Milano: Rizzoli («BUR»), 1981 (con introduzione di Oreste Del Buono)
    - Parma: Guanda («Narratori della Fenice»), 1994 ISBN 88-7746-575-1
    - Parma: Guanda («Le fenici tascabili» 62), 2002 ISBN 88-8246-462-8

  - Raccolto rosso, trad. Sergio Altieri
    - in Romanzi e racconti, Milano: Mondadori («Meridiani»), 2004 (con introduzioni di Roberto Barbolini e Franco Minganti) ISBN 88-04-49965-6
- The Dain Curse (19 luglio 1929)
  - Il bacio della violenza, trad. Bice Mengarini
    - Milano: Longanesi («I gialli proibiti» 25), 1954
    - in Tutto Dashiell Hammett, cit.
    - Milano: Longanesi («I libri pocket» 126), 1968
    - Milano: Longanesi («I super pocket» 74), 1970
    - in I grandi romanzi gialli di Dashiell Hammett, cit.
    - Milano: Longanesi («Piccola biblioteca» 12), 1979 (con prefazione di Mario Monti)
    - Milano: Mondadori («I classici del giallo» 428), 1983
    - Parma: Guanda («Narratori della Fenice»), 1996 ISBN 88-7746-593-X
    - Parma: Guanda («Le fenici tascabili» 106), 2004 ISBN 88-8246-685-X

  - La maledizione dei Dain, trad. Sergio Altieri
    - in Romanzi e racconti, cit.
- The Maltese Falcon (14 febbraio 1930)
  - Il falcone maltese, trad. Marcella Hannau
    - Milano: Longanesi («I gialli proibiti» 8), 1953
    - in Tutto Dashiell Hammett, cit.
    - Milano: Longanesi («I libri pocket» 111), 1967 (con prefazione di Mario Monti)
    - Milano: Longanesi («I super pocket» 72), 1970
    - Milano: Club degli editori («I gialli celebri» 3), 1972
    - Milano: Longanesi («Piccola biblioteca» 25), 1980
    - Milano: Mondadori («Oscar gialli» 119), 1981
    - Milano: Mondadori («Oscar» 1748), 1984 (con introduzione di Diego Zandel)

  - Il falco maltese, trad. Attilio Veraldi
    - Parma: Guanda («Narratori della Fenice»), 1991 (con introduzione di Irene Bignardi) ISBN 88-7746-560-3
    - Roma: Biblioteca di Repubblica («Le strade del giallo» 36), 2005
    - in Romanzi e racconti, cit.
    - Milano: Mondadori («Oscar gialli»), 2009 ISBN 978-88-04-59140-5
- The Glass Key (24 aprile 1931)
  - La chiave di vetro: romanzo americano, trad. anonima
    - Milano: Tipografia del Corriere della Sera («Il romanzo mensile» 4), 1937

  - La chiave di vetro, trad. Elisa Morpurgo
    - in Tutto Dashiell Hammett, cit.
    - Milano: Longanesi («I libri pocket» 519), 1974
    - Milano: Longanesi («I super pocket» 260), 1975
    - Milano: Mondadori («Maschera nera» 2), 1980
    - Parma: Guanda («Narratori della Fenice»), 1995 ISBN 88-7746-576-X
    - Parma: Guanda («Le fenici tascabili» 114), 2004 ISBN 88-8246-736-8

  - La chiave di vetro, trad. Sergio Altieri
    - in Romanzi e racconti, cit.
- The Thin Man (8 gennaio 1934)
  - L'uomo ombra, trad. Marcella Hannau
    - Milano: Longanesi («I gialli proibiti» 4), 1953
    - in Tutto Dashiell Hammett, cit.
    - Milano: Longanesi («I super pocket» 274), 1975
    - in I grandi romanzi gialli di Dashiell Hammett, cit.
    - Milano: Mondadori («Maschera nera» 7), 1980
    - Milano: Mondadori («Oscar» 1766 e «Oscar gialli» 125), 1984 (con prefazione di Diego Zandel)
    - Parma: Guanda («Narratori della Fenice»), 1992 ISBN 88-7746-578-6

  - L'uomo ombra, trad. Sergio Altieri
    - in Romanzi e racconti, cit.

### Raccolte di racconti
- $106,000 Blood Money o Blood Money (1943)
- The Adventures of Sam Spade (1944), a cura di Frederic Dannay
  - Un uomo chiamato Spade trad. Hilia Brinis (A Man called Spade, 1932), in Inverno giallo '74-'75, Milano: Mondadori (Supplemento al Giallo n. 1353), 1974
- The Continental Op e The Return of the Continental Op (1945), a cura di Fred Dannay
- Hammett Homicides (1946), a cura di Fred Dannay
  - La fanciulla dagli occhi d'argento (The girl with the silver eyes)
    - Firenze: Nerbini-Vallecchi («Edizioni gialle» 25), 1948
    - trad. Simona Modica
      - Palermo: Sellerio editore («La memoria» 307), 1994, ISBN 88-389-1022-7
      - Roma: Editori Riuniti («Tracce»), 1997, ISBN 88-359-4226-8

  - Il saluto della morte (The farewell murder)
    - trad. Piero Fini, Firenze: Nerbini («Il romanzo giallo quindicinale» 3), 1949

  - Trappola bionda (Girl trap)
    - trad. Piero Fini, Firenze: Nerbini («Il romanzo giallo quindicinale» 7), 1949

  - Morte & C., trad. Hilia Brinis
    - Milano: Leonardo, 1990, ISBN 88-355-0072-9
    - Milano: Mondadori («Oscar varia» 1764), 2000, ISBN 88-04-48115-3

  - Un matrimonio d'amore (First Aide to Murder), trad. Andrea Carlo Cappi
    - Palermo: Sellerio («La memoria» 508), 2001 (con una nota di Beppe Benvenuto) ISBN 88-389-1721-3
- Dead Yellow Woman (1947), a cura di Fred Dannay
  - Cadaveri di donne gialle, trad. Attilio Veraldi
    - con Corkscrew e La grande rapina, Novara: Mondadori-De Agostini («I maestri del giallo»), 1990
- Nightmare Town (1948 e 1999, a cura di Fred Dannay
  - La città degli incubi, trad. Giuseppe Strazzeri
    - Parma: Guanda («Narratori della Fenice»), 2001, ISBN 88-8246-260-9

  - L'apprendista assassino, trad. Giuseppe Strazzeri
    - Parma: Guanda, 2002, ISBN 88-8246-261-7
- The Creeping Siamese (1950), a cura di Fred Dannay
- Woman in the Dark (1951), a cura di Fred Dannay
- "Al ferro di cavallo d'oro" (1950)-(Golden horseshoe-Black Mask-1924) da Il romanzo per tutti, quindicinale del Corriere della sera; contiene anche Corkscrew.
  - Donna al buio: storia di un incontro pericoloso, trad. Attilio Veraldi
    - Milano: Longanesi, 1988, ISBN 88-304-0808-5
    - Parma: Guanda («Narratori della Fenice»), 1993, ISBN 88-7746-673-1
    - Parma: Guanda («Le fenici tascabili» 36), 2001, ISBN 88-8246-349-4
- A Man Named Thin (1962), a cura di Fred Dannay
- Tulip (1966), incompiuto
- The Big Knockover (1966), Introduzione e cura di Lillian Hellman
  - L'istinto della caccia, trad. Attilio Veraldi (contiene 10 racconti: Attacco a Couffignal; Carta moschicida; La foto bruciata; Il re di Muravia; Il caso Gatewood; Cadaveri di donne gialle; Corkscrew; La grande rapina; 106.000 dollari di taglia; Tulip)
    - Milano: Mondadori («Nuovi scrittori stranieri» 24), 1967
    - Milano: Mondadori («Omnibus gialli»), 1974ISBN 88-04-30196-1 ISBN 88-04-52065-5
    - Milano: Feltrinelli («UEF» 2014), 2008, ISBN 978-88-07-72014-7
    - Milano: Mondadori («I Classici del Giallo Mondadori» volume oro 1251), agosto 2010, ISBN 977-00-098-4200-0

  - La grande rapina e altre storie, trad. Attilio Veraldi
    - Milano: CDE, 1981
- The Continental Op (1974), a cura di Steven Marcus
  - Continental op: sette racconti inediti, trad. Nicoletta Bianchi
    - Milano: Mondadori («Biblioteca del giallo» 9), 1980
    - Parma: Guanda («Narratori della Fenice»), 1997, ISBN 88-7746-577-8
    - Parma: Guanda («Le fenici tascabili» 35), 2001, ISBN 88-8246-348-6
- Woman in the Dark (1988), a cura di Robert B. Parker
- Lost Stories (2005), 21 racconti, a cura di Joe Gores
- Murder plus, a cura di Marc Gerald
  - True crime, trad. Paolo Lagorio
    - Pavia: Sartorio («Sul dorso e nell'occhietto» 6), 2005, ISBN 88-6009-009-1

  - L'età d'oro del crimine, trad. Paolo Lagorio (contiene: Chi ha ucciso Bob Teal? - Who Killed Bob Teal?, 1924)
    - Milano: Anabasi («Tascabili» 11), 1993,ISBN 88-417-1011-X ISBN 88-417-2003-4

### Novelle
- 150 anni in giallo, a cura di Giuseppe Lippi, Milano: Mondadori («Oscar narrativa» 1017), 1989 ISBN 88-04-32678-6 contiene:
  - Ricordi di un detective privato (From the Memoirs of a Private Detective, 1923)
  - Tutto in un'ora (One Hour, 1924)
- The Diamond Wager («Detective Fiction Weekly», 19 ottobre 1929)
- On the Way («Harper's Bazaar», marzo 1932)
- Delitti a scadenza, Milano: Attualità («I romanzi dell'indagine» 43), 1940

### Altre pubblicazioni
- Creeps by Night (1931), antologia curata da Hammett
  - Vivono di notte: 18 racconti dell'orrore, traduzione
  - Milano: Mondadori («Omnibus del fantastico»), 1990 ISBN 88-04-34172-6
  - Milano: Mondadori («Oscar narrativa» 1282), 1993 (con postfazione di Giuseppe Lippi) ISBN 88-04-37047-5
- Agente segreto X-9 (Secret Agent X-9) (1934), due volumi di racconti di Hammett disegnati a fumetti da Alex Raymond
- The Battle of the Aleutians (1944), testo di Hammett con illustrazioni di Robert Colodny
- Watch on the Rhine (1945), sceneggiatura di Hammett
- Complete Novels (1999), a cura di Steven Marcus (Library of America 110) ISBN 978-1-883011-67-3
- Crime Stories and Other Writings (2001), a cura di Steven Marcus ISBN 978-1-931082-00-6